# Mycogalopsis retinospora
Mycogalopsis retinospora är en svampart som beskrevs av Gjurašin 1925. Mycogalopsis retinospora ingår i släktet Mycogalopsis och familjen Pyronemataceae.   Inga underarter finns listade i Catalogue of Life.